# Millettia gracilis
Millettia gracilis är en ärtväxtart som beskrevs av John Gilbert Baker. Millettia gracilis ingår i släktet Millettia och familjen ärtväxter. Inga underarter finns listade i Catalogue of Life.